# Sytuacja prawna i społeczna osób LGBT na Filipinach

Tęczowa flaga – symbol społeczności LGBT

Tęczowa flaga w kształcie Filipin

## Status prawny
Stosunki homoseksualne są w kraju legalne. Geje i lesbijki mogą jawnie służyć w armii od 2009 roku.
Nie istnieją żadne przepisy zakazujące dyskryminacji osób homoseksualnych.
Nie istnieje również żadna forma uznania związków jednopłciowych.

## Życie osóbLGBTw kraju
W kraju działa kilka organizacji, które zajmują się walką o prawa osób LGBT. Pierwsza z nich – Progay-Philippines – została założona w 1993, a już 26 czerwca 1994 roku zorganizowano pierwszą paradę mniejszości seksualnych (zarazem pierwszą w Azji).